# Bridgmanita
Bridgmanita es el nombre que recibe una mezcla muy densa de silicatos de hierro y magnesio, con fórmula (Mg,Fe)SiO3, dimorfos de la akimotoíta. Es el mineral más abundante en el planeta Tierra. Recibe su nombre en honor del físico Percy Bridgman, Premio Nobel en 1964 e investigador especializado en materiales constituidos a altas presiones. Tiene estructura de perovskita.
Según científicos de la Universidad de las Vegas, llega a componer hasta el 38 % de la Tierra, o bien, el 93 % de la parte inferior del manto terrestre, desde aproximadamente 2 700 km de profundidad hacia la superficie cortical.
Por el momento, los investigadores están trabajando en el material con el fin de sacar toda la información posible. Para ello se está utilizando una máquina de rayos X que les permita realizar todo tipo de pruebas y operaciones. Además, es necesario que se viaje a unas profundidades de 660 kilómetros para poder encontrar el material. Algo más complicado.
El motivo de que la bridgmanita hasta ahora no tuviera denominación formal es que el organismo encargado de aprobar los nombres de los minerales, la Asociación Mineralógica Internacional, requiere que para aceptar a un nuevo miembro en la familia se caracterice en detalle un espécimen hallado en la naturaleza. Y el motivo de que esto no haya podido hacerse antes con la bridgmanita es que este mineral no se encuentra precisamente al alcance de la mano: solo se encuentra en el manto inferior de la Tierra, entre 650 y 2.600 kilómetros por debajo de nuestros pies. Como es fácil imaginar, no es sencillo que materiales situados a esta profundidad lleguen hasta nosotros, con la excepción de los diamantes. Pero ya se sabe: un diamante es para siempre. La bridgmanita, no. Y al pasar de las monstruosas presiones del manto interno a la atmosférica de la superficie, su estructura se pierde.
Hace más de un siglo, Bridgman inventó una prensa capaz de lograr presiones de hasta 100.000 atmósferas, un avance revolucionario para su época. Durante el resto de su vida, el físico trató de emplear su ingenio para fabricar diamantes, con nulo éxito. Pero los geólogos pronto aplicaron su invención para simular las condiciones del interior de la Tierra, lo que catapultó el progreso de las geociencias. Desde los años 60 del siglo pasado, los estudios teóricos y experimentales comenzaron a proponer que el manto profundo terrestre está formado esencialmente por un silicato de magnesio-hierro –(Mg,Fe)SiO3– de alta densidad con una estructura cristalina determinada que se conoce como perovskita. Este mineral podría representar hasta un 93% del volumen del manto inferior.
El mineral, conocido informalmente como perovskita silicato, se ha simulado en el laboratorio, pero no existe en la superficie terrestre con su estructura intacta. La única fuente accesible de este material son los meteoritos procedentes del cinturón de asteroides entre Marte y Júpiter, donde los choques a alta velocidad someten a estos cuerpos a presiones y temperaturas similares a las del interior de la Tierra, y donde la estructura puede estabilizarse y quedar congelada con el rápido paso a condiciones más suaves. Pero los intentos anteriores que habían logrado identificar minúsculas vetas de bridgmanita en meteoritos por microscopía electrónica fracasaron cuando los procedimientos de análisis destruyeron la estructura sin lograr caracterizarla con la suficiente precisión.

### Referencia
1. ↑  El mineral más abundante en la Tierra ya tiene, por fin, un nombre. Diario ABC, publicado el 15 de diciembre de 2014.
2. ↑  «Bridgmanite». Mindat.org.
3. ↑  Murakami, M., Ohishi, Y., Hirao, N. & Hirose, K. (2012). A perovskitic lower mantle inferred from high-pressure, high-temperature sound velocity data. Nature 485(7396), 90–94. doi:10.1038/nature11004.

- Datos: Q7514916